# Программа-игрушка
Программа-игрушка (англ. software toy, non-game) — интерактивная компьютерная программа, созданная для развлечения и в то же время не являющаяся игрой в классическом её понимании. Программы-игрушки не имеют ни целей, ни достижений, ни условий победы или поражения — пользователь сам придумывает правила игры.

## История
- 1982 — разработан Alien Garden, одна из первых коммерческих программных игрушек[1].
- 1983 — I, Robot стала одной из первых игр, включавших режим неигровой песочницы, Doodle City, которая представляет собой инструмент для рисования без каких-либо конкретных целей, и заканчивается через 3 минуты.
- 1983 — Джефф Крэммонд игрой Aviator закладывает основы реалистичной симуляции транспортных средств.
- 1989 — Уилл Райт создаёт SimCity. Своё творение он называл software toy.
- 1993 — вышла игра Doom, которую игроки прошли вдоль и поперёк, появилась сильная субкультура скоростных прохождений. Придумали даже титул Doom Tyson — игрок, способный пройти любой уровень кулаком и пистолетом[2].
- 2000 — Райт создаёт игру The Sims, которая также не имеет какой-либо цели. Игра стала настолько популярной, что отобрала у Myst звание самой продаваемой игры.
- 2001 — вышла игра Microsoft Train Simulator, имеющая как режим миссий (сценариев), так и режим свободной поездки. К тому же, в бывшем СССР широко распространены «псевдо-многопользовательские игры» по MSTS, заключающиеся в синхронной езде по командам диспетчера (в MSTS мультиплеера нет).
- 2003 — вышла игра Project Gotham Racing 2, в которой стали широко распространены неофициальные (не обеспечиваемые движком или скриптами) правила «кошки-мышки»: мощные спортивные машины («кошки») должны первыми дотолкать до финиша Mini («мышку»), одновременно мешая это сделать соперникам[3]. Режим стал настолько популярен, что в Project Gotham Racing 3 эти правила «зашили» в движок.
- 2003 — вышла онлайн-игра Second Life, не имеющая никаких целей.
- 2005 — Сатору Ивата, рассказывая об игре Animal Crossing, предложил термин non-game game («игра без игры»)[4]. В дальнейшем Ивата выпустил большое количество подобных игр на DS и Wii (Nintendogs, Wii Fit и другие)[5].
- 2009/10 — Игра Minecraft, находилась в стадии бета-версии и у неё не было никакой рекламной кампании, по состоянию на 30 октября 2012 года число зарегистрированных пользователей превысило 45,5 миллионов, из которых более 7,8 миллионов(!) (17.23 %) купили игру.
- 2011 — Игра Terraria, в которую можно играть в режиме однопользовательской игры.
- 2011 — Junk Jack — смесь Minecraft и Terraria для iPhone
- 2011/12 — Lords of Uberdark песочница без кубиков, более реалистичный вариант Minecraft.

## Геймдизайнерские аспекты
Любая компьютерная игра, чтобы игрок не забросил её в первые же минуты, должна доставлять удовольствие от взаимодействия с собой. В лучших играх это удовольствие настолько сильное, что игрок, пройдя игру, начинает проходить её снова. Если, выполнив все возможные задания, игрок продолжает играть по собственным правилам, можно сказать, что у игры есть сильная «игрушечная составляющая».
Геймплей некоторых жанров (в частности, сложных реалистичных симуляторов) в действительности состоит почти полностью из «игрушечной составляющей». В частности, непонятно, какие могут быть условия победы в симуляторе поезда — ведь железная дорога действует как единый организм, без какой-либо конкуренции. Разумеется, можно сделать миссии с нештатными ситуациями (например, мягко взять на себя сорвавшийся вагон или нагнать тяжёлое опоздание) — но труд железнодорожника заключается не в таком «героизме», а в чётком понимании своих сил и возможностей техники, в безопасном движении без нарушений расписания.